# Daniel Ellsberg
Daniel Ellsberg, född 7 april 1931 i Chicago, Illinois, död 16 juni 2023 i Kensington, Contra Costa County, Kalifornien, var en amerikansk krigsanalytiker som genom att läcka en samling hemliga dokument, som kom att kallas The Pentagon Papers, till media och allmänheten bidrog till att vända opinionen i USA mot Vietnamkriget. För denna insats belönades han med 2006 års Right Livelihood Award.

## Biografi
Ellsberg föddes i Chicago men växte upp i Detroit och studerade vid Harvard University där han doktorerade i ekonomi 1959. Efter två års tjänstgöring inom amerikanska marinkåren anställdes han av Rand Corporation, ett företag som förser amerikanska myndigheter med djupgående analyser. Under 1964 tjänstgjorde Ellsberg i Pentagon under försvarsminister Robert McNamara, varefter han tjänstgjorde civilt i Vietnam för det amerikanska utrikesdepartementets räkning. Under Vietnamvistelsen blev Ellsberg övertygad om att kriget inte kunde vinnas och att alla beslutsfattare inom utrikes- och försvarsdepartementen delade hans uppfattning men av politiska skäl hävdade motsatsen.

### Pentagon Papers
Tillbaka på Rand Corporation lyckades Daniel Ellsberg komma över och kopiera en stor mängd hemliga dokument om Vietnamkriget och dess förhistoria, dokument som kom att bli kända som the Pentagon Papers. Dokumenten avslöjade att den amerikanska regimen tidigt förstått att kriget troligen inte kunde vinnas och att det skulle komma att kräva många fler dödsfall än vad de offentliggjorda analyserna spådde.
Ellsberg förstod att det troligen skulle ge ett långt fängelsestraff att läcka de hemliga dokumenten. Under 1970 försökte han att övertyga några senatorer att redovisa innehållet inför senaten eftersom en senator inte kan ställas till svars juridiskt för något han i ett sådant sammanhang säger. Ingen senator var dock beredd att göra detta.
1971 läckte Ellsberg Pentagon Papers till New York Times som den 13 juni publicerade den första delen av den 7 000 sidor långa dokumentsamlingen. Under 15 dagar hindrades sedan tidningen från ytterligare publicering på order av Nixon-administrationen. Högsta domstolen fördömde dock förbudet, och publiceringen kunde återupptas.

### Rättsligt och politiskt efterspel
Daniel Ellsberg, som förstod att FBI trots tidningarnas källskydd snart skulle få tag i honom, gick under jorden tills han den 28 juni offentligt överlämnade sig till åklagarmyndigheten i Boston. Han åtalades för stöld, konspiration och spionage och räknade med att få tillbringa återstoden av sitt liv i fängelse.
Nixon-regimen hade dock genom ett flertal kriminella handlingar, såsom inbrott hos Ellsbergs psykolog och planerat mord på Ellsberg själv, försökt att misskreditera honom och därmed undkomma den politiska katastrof som hotade genom the Pentagon Papers. Dessa försök avslöjades och ledde till att domstolen underkände åtalet mot Ellsberg. Inbrottet hos psykologen kom vidare att ingå i Watergateaffären som fällde Nixon-administrationen.

### Efter Watergate

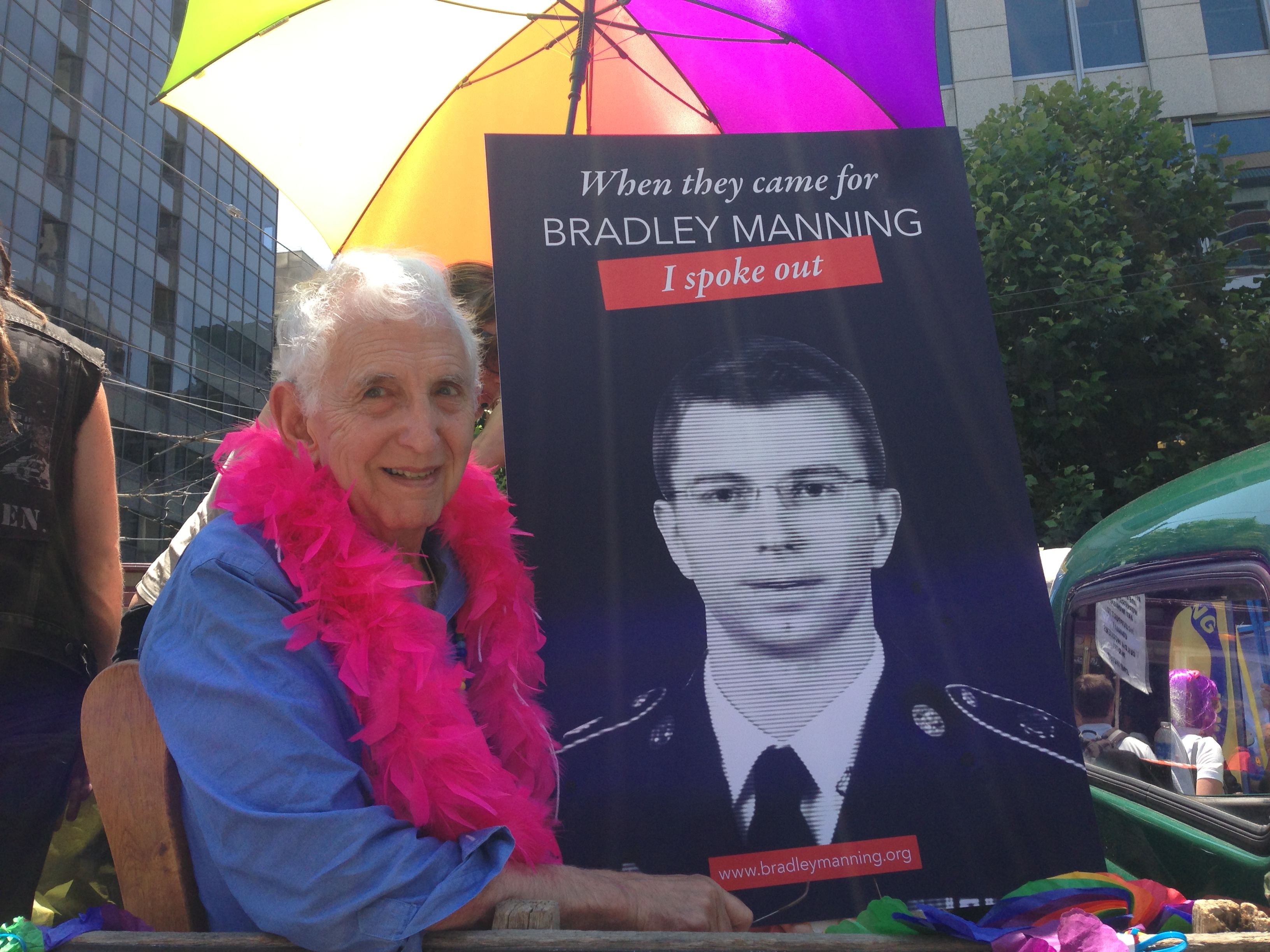
Daniel Ellsberg, vid San Francisco Pride 2013, visar stöd för Chelsea Manning.

2002 gav Daniel Ellsberg ut boken Secrets: A Memoir of Vietnam and the Pentagon Papers. ISBN 0-670-03030-9
Daniel Ellsberg försvarade och lovordade offentligt Katharine Guns läckage av hemligt material angående invasionen av Irak 2003. Den 28 september 2006 meddelades det att Daniel Ellsberg tilldelades 2006 års alternativa nobelpris för sina insatser som visselblåsare under Vietnamkriget.

## I populärkultur
I filmen The Pentagon Papers från 2003 spelas huvudrollen som Daniel Ellsberg av James Spader och i The Post från 2017 spelas rollen som Ellsberg av Matthew Rhys.